# Kniażowskie
Kniażowskie (ukr. Князівське) – wieś na Ukrainie w rejonie rożniatowskim obwodu iwanofrankowskiego.